# Ribossoma-T
O ribossoma-T, também chamado Ribo-T, é um ribossoma artificial criado nos laboratórios de Alexander Mankin e Michael Jewett. O ribossoma projetado pode permitir a produção de novos medicamentos e biomateriais da próxima geração e conduzir a uma melhor compreensão de
como funcionam os ribossomas.